# الوین نویس
اَلوین نویس (انگلیسی: Alwin Neuß؛ ۱۷ ژوئن ۱۸۷۹ – ۳۰ اکتبر ۱۹۳۵) هنرپیشه و کارگردان فیلم اهل آلمان بود. وی بین سال‌های ۱۹۰۶ تا ۱۹۳۰ میلادی فعالیت می‌کرد.